# Chaetocnema arida
Chaetocnema arida är en skalbaggsart som beskrevs av Foudras 1860. Chaetocnema arida ingår i släktet Chaetocnema, och familjen bladbaggar. Arten har ej påträffats i Sverige.